# 宮副謙司
宮副 謙司（みやぞえ けんし）は、日本の経営学者。青山学院大学大学院国際マネジメント研究科教授。

## 略歴
1980年九州大学法学部卒業。西武百貨店勤務を経て、1996年慶應義塾大学大学院経営管理研究科修士課程修了。2006年東京大学大学院経済学研究科企業市場専攻博士課程修了。博士（経済学）。
東京大学大学院特任研究員、名古屋商科大学教授を経て、2009年より青山学院大学大学院国際マネジメント研究科教授。

## 著書

### 単著
- 『新「百貨店」バラ色産業論』（ビジネス社, 1994年）
- 『小売業変革の戦略』（東洋経済新報社, 1998年）
- 『ソリューション・セリング』（東洋経済新報社, 1999年）
- 『コア・テキスト流通論』（新世社, 2010年）

### 共著
- （松川孝一）『流通ABC革命』（同友館, 1998年）
- （内海里香）『全国百貨店の店舗戦略』（同友館, 2011年）
- （内海里香）『米国ポートランドの地域活性化戦略』（同友館, 2017年）